# Loreto (Itàlia)
|  | Aquest article tracta sobre el municipi italià. Si cerqueu altres llocs vinculats a Itàlia, vegeu «Loreto». |

Loreto és un comune (municipi) a la Província d'Ancona a la regió italiana de les Marques. A 1 de gener de 2019 la seva població era de 12.786 habitants. Loreto limita amb els municipis de Castelfidardo, Numana, Porto Recanati i Recanati.
Els principals monuments de la ciutat es troben a la Piazza de la Madonna:
- La Santa Casa de Loreto (Basilica della Santa Casa). Basílica i santuari de peregrinació catòlica.
- El Palazzo Apostolico (actualment Palazzo Comunale), dissenyat per Bramante. Acull una pinacoteca amb obres de Lorenzo Lotto, Simon Vouet i Annibale Carracci.
- La Fontana Maggiore. Obra barroca de Carlo Maderno i del seu oncle Giovanni Fontana. Construïda entre 1604 i 1614, la font està adornada amb algunes escultures de bronze, realitzades per Tarquinio i Pier Paolo Jacometti el 1622.